# Guerre indo-pakistane
Con guerre indo-pakistane ci si riferisce ad una serie di conflitti combattuti dai due stati nati dopo la divisione della colonia britannica dell'India del 1947: Pakistan e India.
La portata dei vari conflitti è risultata perlopiù limitata e, a eccezione della guerra del 1971, le schermaglie nacquero tutte con riferimento al possesso della regione del Kashmir, una disputa ancora oggi irrisolta. La guerra del 1971, la quale condusse anche alla indipendenza del Bangladesh, per alcuni viene identificata con quest'ultima fase, sebbene ne sia solo una parte, ma questa è una delle chiavi di lettura politica degli eventi.

## Origini del conflitto
Con la fine della seconda guerra mondiale, le pressioni economiche e politiche nell'area indiana, spinsero la Gran Bretagna ad appoggiare la volontà di coloro che volevano l'indipendenza dei musulmani nelle zone dell'India britannica con la creazione di nuovi stati indipendenti. La spartizione, secondo i politici di punta come Mohammed Ali Jinnah, leader della Lega Musulmana Panindiana (All India Muslim League), e Jawaharlal Nehru, leader del Congresso Nazionale Indiano, e la nascita degli stati indipendenti di India e Pakistan, si sarebbe dovuta svolgere attraverso relazioni pacifiche.
Tuttavia, la spartizione dell'India britannica in India e Pakistan nel 1947 non divise le nazioni lungo determinate e nette linee religiose. Quasi un terzo della popolazione musulmana dell'India britannica rimase in India e violenze interne tra indù, sikh e musulmani causarono tra i 500 000 e il milione di morti .
Gli Stati principeschi del Kashmir e Jammu e dell'Hyderabad furono anch'essi coinvolti nella separazione, lasciando  inizialmente ai governanti di ciascun territorio la decisione di far parte dell'India, del Pakistan o di mantenere uno stato di indipendenza.

## Il conflitto in ordine cronologico
- Guerra indo-pakistana del 1947-1948: chiamata solitamente anche prima guerra del Kashmir, iniziò nell'ottobre del 1947 quando il Maharajah dello stato principesco del Kashmir e Jammu fu messo pesantemente sotto pressione per aderire ad uno dei due nuovi Stati indipendenti di Pakistan o India. La disputa fu poi risolta grazie all'intervento delle Nazioni Unite che tramite la Risoluzione 47 del 21 aprile 1948, divise il Kashmir in territori amministrati dal Pakistan (zone settentrionali e occidentali) e dall'India (meridionale, centrale e nord-orientale).
- Guerra indo-pakistana del 1965: nel 1965 il Pakistan attuò l'operazione Gibilterra, ossia l'infiltrazione di forze speciali in Jammu e Kashmir con lo scopo di creare rivolte contro il dominio indiano nella zona controllata dal nemico. L'India reagì lanciando un attacco militare contro il Pakistan, da cui si sviluppò una guerra che durò cinque settimane, e causò migliaia di vittime e vide alcuni tra i maggiori scontri di carri armati dal secondo conflitto mondiale. La guerra si concluse sempre grazie all'intervento dell'ONU, e la successiva dichiarazione di Tashkent.
- Guerra indo-pakistana del 1971: questo conflitto non nacque dalle tensioni per il Kashmir, ma a causa della crisi economica ed umanitaria innescata dalla guerra di liberazione bengalese nel Pakistan orientale, quando 10 milioni di bengalesi cercarono rifugio nella vicina India. Con l'interesse a smembrare il Pakistan, (suddiviso a occidente dell'India col Pakistan vero e proprio, ed a oriente dell'India col territorio bengalese), intervenne nell'incentivare il movimento di liberazione del territorio bengalese, e in breve tempo le ostilità su vasta scala tra i due paesi iniziarono, coinvolgendo anche le Marine militari dei due paesi. Dopo due settimane di intensi combattimenti, le forze pakistane in Bengala si arresero, e l'India promosse la creazione dello stato autonomo del Bangladesh, ottenendo così lo scorporo dal Pakistan dei territori orientali.
- Conflitto del Siachen: Nel 1984, l'India ha lanciato l'operazione Meghdoot occupando tutto il ghiacciaio Siachen al confine del Kashmir settentrionale. Ulteriori scontri scoppiarono nell'area glaciale nel 1987 e 1995 quando il Pakistan cercò, senza successo, di cacciare l'India dalla sua roccaforte.
- Guerra indo-pakistana del 1999: Comunemente conosciuta come la guerra di Kargil; questo fu il conflitto più limitato fra i due contendenti, truppe pakistane e ribelli del Kashmir si infiltrarono attraverso la linea di controllo che separa i due territori, ed occuparono il territorio indiano nel distretto di Kargil.
Il governo pakistano ritenne che le sue armi nucleari avrebbero dissuaso l'India dall'intraprendere una escalation su vasta scala nel conflitto, ma l'India lanciò comunque una vasta campagna militare di contrasto degli infiltrati. In seguito al progressivo intervento militare e diplomatico straniero, il Pakistan fu costretto a ritirare entro i propri confini le sue forze di intervento.
- 2025: in aprile inizia una nuova fase del conflitto tra India e Pakistan per il territorio contestato dopo l'attentato di Pahalgam in cui morirono 28 persone.[2][3][4]